# Bolpur
Bolpur (bengalisch বোলপুর Bolpur) ist eine Stadt im indischen Bundesstaat Westbengalen.
Die Stadt gehört zum Distrikt Birbhum. Bolpur hat den Status einer Municipality. Die Stadt ist in 18 Wards (Wahlkreise) gegliedert.

## Demografie
Die Einwohnerzahl der Stadt liegt laut der Volkszählung von 2011 bei 80.210. Bolpur hat ein Geschlechterverhältnis von 982 Frauen pro 1000 Männer und damit einen für Indien üblichen Männerüberschuss. Die Alphabetisierungsrate lag bei 86,8 % im Jahr 2011. Knapp 90 % der Bevölkerung sind Hindus, ca. 10 % sind Muslime und weniger als 1 % gehören einer anderen oder keiner Religion an. 8,5 % der Bevölkerung sind Kinder unter 6 Jahren. Bengali ist die Hauptsprache in und um die Stadt.

## Bildung
In dem Stadtteil Shantiniketan befindet sich die Visva-Bharati-Universität, welche von Rabindranath Tagore gegründet wurde.